# Aragón Internacional
Aragón TV Internacional es un canal de televisión por suscripción español que fue lanzado en septiembre de 2015 como la señal internacional de Aragón TV que emite para el resto de España y Europa. Es gestionado por la Corporación Aragonesa de Radio y Televisión (CARTV), ente público de radio y televisión de Aragón, España.

## Historia
Tras el cese de emisiones de Aragón SAT en marzo de 2010, los contenidos y producción propia de la televisión pública aragonesa pasaron a estar disponibles para el resto del mundo de manera en línea, a través de la web del ente y aplicaciones. El streaming permitía visualizar la señal del canal principal, Aragón TV, aunque con restricciones. Ciertas emisiones (retransmisiones deportivas, series, cine, entre otros) eran reemplazadas de manera automática por un bucle de continuidad debido a cuestiones relacionadas con derechos de emisión. 
Cinco años y medio más tarde, en septiembre de 2015 y fruto de un acuerdo con Movistar+, los contenidos del ente aragonés vuelven a estar disponibles en los satélites Astra e Hispasat, así como en el dial 155 de la plataforma de Telefónica. El canal, rebautizado como Aragón TV Internacional (en adelante, Aragón TV INT), continúa emitiendo bajo los mismos parámetros que poseía en su versión de streaming, sólo que, en este caso, los espacios que por motivos de derechos no pueden ser emitidos fuera del territorio aragonés son sustituidos por bloques de noticias de Euronews, gracias al acuerdo firmado en su día entre CARTV y el canal paneuropeo de noticias. 
Pese a que Aragón TV INT cumple la misma función que Aragón SAT en su momento, son canales gestionados de manera totalmente distinta. Mientras que en su día el ya extinguido Aragón SAT conformaba un canal con parrilla y continuidad propia, el canal actual es un mero duplicado del canal convencional del ente aragonés al que se le incluyen numerosos "parches" en función del programa en emisión.

## Programación
La programación de Aragón TV INT permite visualizar la totalidad de contenidos de producción propia de Aragón TV, los cuales suponen más del 80% de su parrilla diaria. Entre ellos destacan Buenos Días Aragón, las distintas ediciones de Aragón Noticias (buque insignia de la cadena) y el principal magazine de emisión diaria, Aragón en abierto.